# Manunggal Jaya (Pulau Burung)
Manunggal Jaya is een bestuurslaag in het regentschap Indragiri Hilir van de provincie Riau, Indonesië. Manunggal Jaya telt 802 inwoners (volkstelling 2010).